# Elisa Rojas
Elisa Rojas (Santiago de Chile, 30 de abril de 1979) es una abogada franco-chilena del Colegio de Abogados de París, militante para los derechos de las mujeres y de las personas en situación de discapacidad. Cofundó en Francia el Colectivo Luchas y discapacidades para la igualdad y la emancipación (Collectif Luttes et handicaps pour l'égalité et l'émancipation, CLHEE).

## Biografía
Elisa Rojas nació en Santiago de Chile el 30 de abril de 1979. Llegó a Francia durante su juventud. Se encuentra en situación de discapacidad: tiene una osteogénesis imperfecta, enfermedad genética rara que impone desplazarse en silla de ruedas y cuyas consecuencias son un debilitamiento de los huesos y un bloqueo del crecimiento.
Su familia se instaló un tiempo corto en Bretaña cerca de Roscoff, luego se mudó a París. Rojas siguió la sección literaria en el liceo, después inició estudios de Derecho, hasta obtener el DESS (Diploma de Estudios Superiores Especializados) en Derechos humanos e internacional humanitario. Obtuvo un cargo en el Consejo de la Orden de los Abogados, en la defensa de los recursos de los refugiados a los cuales un permiso de residencia les ha sido denegado. Se especializó luego en derecho laboral y en los derechos de las personas discapacitadas.

## Publicación
En 2020, publicó la novela Mister T y yo (en francés, Mister T et moi), descrita en la revista Marie Claire como «un romance politizado». Esta novela describe la exclusión de las mujeres discapacitadas del imaginario afectivo y amoroso colectivo, y cuenta cómo la protagonista recibe comentarios indicando que, a causa de su discapacidad, no tiene ninguna posibilidad de vivir una historia de amor con un hombre sin discapacidad. Describe también su toma de conciencia del fenómeno social del capacitismo.

## Tomas de posición
Saltó a la fama en 2004, después de publicar una tribuna contra el aspecto miserabilístico del Téletón. Luego cofundó el colectivo «No al aplazamiento» en 2015, con el fin de luchar contra los retrasos de puesta en conformidad con las normas de accesibilidad de los lugares públicos para las personas discapacitadas. Además de su compromiso desde hace tiempo en la lucha por los derechos de las personas discapacitadas, Elisa Rojas milita igualmente a favor del feminismo interseccional.
Se opone regularmente al presidente francés Emmanuel Macron y a su secretaria de Estado a cargo de la discapacidad, Sophie Cluzel, por ejemplo denunciando el aspecto comunicacional de la iniciativa DuoDay.